# طقس الخصوبة
طقوس الخصوبة أو عبادة الخصوبة (بالإنجليزية: Fertility rite)‏ هي طقوس دينية تهدف إلى تحفيز التكاثر في البشر أو في العالم الطبيعي. قد تتضمن هذه الطقوس التضحية بـ "حيوان بدائي ، يجب التضحية به من أجل الخصوبة أو حتى الخلق".
"قد تحدث طقوس الخصوبة في دورات تقويمية، كطقوس مرور في دورة الحياة، أو كطقوس مخصصة .... عادة ما تكون طقوس الخصوبة جزءًا لا يتجزأ من الأديان الأكبر أو المؤسسات الاجتماعية الأخرى."
كما هو الحال مع صور الكهوف "[التي] تُظهر الحيوانات عند نقطة التزاوج ... [و] تقدم طقوس الخصوبة السحرية" ، مثل هذه الطقوس هي "... شكل من أشكال السحر التعاطف" حيث تتأثر قوى الطبيعة بالمثال الذي يتم تنفيذه في الطقوس. في بعض الأحيان ، "الاحتفالات التي تهدف إلى ضمان خصوبة الأرض أو مجموعة من النساء ... تنطوي على شكل من أشكال العبادة القضيبية".